# Harpactea sanctidomini
Harpactea sanctidomini là một loài nhện trong họ Dysderidae.
Loài này thuộc chi Harpactea. Harpactea sanctidomini được Fulvio Gasparo miêu tả năm 1997.